# جاك جاليبو
جاك جاليبو (22 سبتمبر 1923 - 30 أغسطس 2020)، هو ممثل كندي. 

## روابط خارجية
- جاك جاليبو في قاعدة بيانات الأفلام على الإنترنت